# Pentadienă
Pentadiena (IUPAC 1,3-pentadienă) este o hidrocarbură volatilă, inflamabilă, formată dintr-o catenă de cinci atomi de carbon cu două legături duble conjugate. Este obținută ca produs secundat la producerea etilenei din țiței.
Pentadiena este folosită ca monomer pentru fabricarea materialelor plastice, adezivilor și rășinilor. 
Este incoloră.  Are doi izomeri geometrici, cis-pentadiena și trans-pentadiena.